# 登賈·敏康
登賈·敏康（？—？），緬甸貢榜王朝將領。
敏康於1764年至1765年期間向北部的撣族各小國收取稅收並徵調壯丁，最終導致了清朝決定入侵緬甸。1765年至1769年，清軍第四次入侵緬甸。敏康率領緬甸軍隊發起遊擊戰，不斷騷擾興威至辛古這段清軍的補給路線，使明瑞率領的清軍與瑞波大本營之間的補給線斷絕。
登賈·敏康因其在清緬戰爭中擅於指揮遊擊戰而知名。「登賈」是其綽號，意思是「來自雲端」，因他靈活的遊擊戰策略，使清軍不知緬甸兵從何而來，仿佛從雲端降下一般，故而得名。